# 小室直樹
小室 直樹（こむろ なおき、1932年〈昭和7年〉9月9日 - 2010年〈平成22年〉9月4日）は、日本の社会学者、経済学者、批評家、社会・政治・国際問題評論家。
学位は法学博士（東京大学・1974年）。東京工業大学世界文明センター特任教授、現代政治研究所（東京都千代田区）所長などを歴任。
社会学、数学、経済学、心理学、政治学、宗教学、法学などの多分野を第一人者から直接学び、「社会科学の統合」に取り組んだ。東京大学の伝説の自主ゼミナール「小室ゼミ」主宰者。著書に『ソビエト帝国の崩壊』や『痛快！憲法学』などがある。

## 生涯
出生名爲田直樹として東京府荏原郡玉川村（現・東京都世田谷区奥沢）に生まれる。私生児であった。妹の誕生日が1933年3月16日であることから、村上篤直は直樹の本当の誕生日を1932年5月以前、ひょっとすると1931年だったかもしれないと推測している。
1937年、5歳の時に同盟通信の記者であった父が死去し、母の故郷である福島県河沼郡会津柳津村（現会津柳津町）に転居する。典型的な軍国少年で、日本の敗戦の知らせを聞いたときの悔しさが学問を志す原体験と自身が述べている。母子家庭ということで幼少時の生活はかなり苦しかった。

### 理学部から経済学へ
福島県立会津高等学校入学。数学、物理などの学力は高校教師を凌ぐほどであり、後に政治家となる渡部恒三、弁護士の渡部喬一（第二東京弁護士会所属）と知り合う。会津高校時代は昼食の弁当を用意できず、昼休みになるといつも教室から姿を消していた。ある時それを知った渡部恒三が、自分の下宿に頼んで弁当を2個用意してもらうように手配し、以後は昼食にありつけるようになった。
会津高校在学中に湯川秀樹博士のノーベル賞受賞を知ると、日本がアメリカ合衆国を打ち倒し、世界から尊敬される国になるための研究ができると思い、京都大学理学部を志望。1951年に福島県立会津高等学校を卒業し、京都大学理学部に入学した。東京大学理学部に進むことも考えていたが、進学適性検査の結果が芳しくなかったため足切りされた。
京大受験の際には、渡部恒三の父の友人から京都までの往復の旅費を援助してもらったが、京都滞在中の費用がかさみ帰途の交通費が無くなってしまった（渡部恒三曰く「合格して嬉しくなり、有り金を全部飲んでしまったんだろう」とのこと）。支援者の手前、追加の金を無心するわけにも行かず、小室はやむなく京都から福島まで徒歩で帰ってきたという。
京大では物理学科志望だったが成績上の理由で数学科に進み、位相幾何学を専攻する。しかし小室が京大に入学した時には、既に湯川は研究の第一線を退いていた。小室は失意の日々を送るが、ジョン・ヒックスの『価値と資本』の解説を書いていた市村真一の論文を読んで、理論物理学のようなエレガントさに魅了されて、理論経済学に興味を持つに至る。
1955年、京大を卒業し、大阪大学大学院経済学研究科に進学。当時高田保馬が森嶋通夫、安井琢磨、二階堂副包ら日本のトップレベルの経済学者を大阪大学社会経済研究所に集め、阪大ゴールデン時代とまで呼ばれており、小室曰く「正当な学問」を身につけた。市村真一を指導教官とし、市村の家に泊まり指導を受け、高田、森嶋、安井、二階堂らの下で理論経済学の研究を始める。小室は、レオン・ワルラスの一般均衡理論によって初めて経済学が単なる思想ではなく科学として成立し、この「正当な学問」としての経済学を日本に正しく紹介したのは高田であるとする。高田は「私が一生かかっても十分に理解できない学者が二人いる。ケインズとヴェーバーだ」と告白しており、小室は高田が2人の理論・学説研究に道筋をつけたと述べている。
1958年、阪大大学院博士課程に進学。森嶋から、小室ともう一人の特別優秀な院生だけが選ばれ、大域的安定性の収束過程について特別の指導を受けた。

### アメリカ留学
1959年、阪大大学院を中退したが、市村の推薦で、第2回フルブライト留学生として経済学の本場アメリカのミシガン大学大学院に留学。ダニエル・スーツから計量経済学を学び、さらに奨学金を得て研究を続けた。1960年、マサチューセッツ工科大学大学院で、ポール・サミュエルソン、ロバート・ソロー、ハーバード大学大学院ではケネス・アロー、チャリング・クープマンスらから経済学を学ぶ。しかし、研究を進めるに連れて、ヒックス、サミュエルソン、アローなどにより理論経済学の研究は完成されてしまったと考え、社会学と政治学の理論化を研究しようと決意する。そのためには、当時実証科学の条件を満たしていた心理学を学ぶことが社会学や政治学の理論化に有益であると考えた。翌1961年、再びハーバード大でバラス・スキナー博士から心理学（行動主義心理学）、タルコット・パーソンズ博士から社会学、ジョージ・ホーマンズ教授から社会心理学など学問の分野を超えて社会科学を学んだ。
フルブライト留学生の限度が3年だったため、1962年、帰国。しかし、経済学から転向することを告げると市村から破門された。
1963年、東京大学大学院法学政治学研究科に進学。丸山眞男が指導教官となり政治学を学ぶが、小室が心理学ばかり勉強しているので、丸山の弟子の京極純一に預けられた。その他にも、東大のゼミナールを渡り歩き、中根千枝から社会人類学を、篠原一から計量政治学を、川島武宜から法社会学をそれぞれ学ぶ。
1965年には、高田保馬の『社会学概論』（岩波書店）の解説を書いた富永健一から社会学を学ぶ。富永の紹介で社会学の雑誌に立て続けに一連の論文を発表し、論文「構造機能分析と均衡分析」では行動主義心理学を社会学に応用したパーソンズの構造機能分析を日本で他に先駆けて発表した。

### 自主ゼミ
1967年から、ボランティアで所属・年齢・専攻を問わない自主ゼミ（小室ゼミ）を開講し、経済学を筆頭に、法社会学、比較宗教学、線型代数学、統計学、抽象代数学、解析学などを幅広く無償で教授していた。小室ゼミ出身者には橋爪大三郎・宮台真司・副島隆彦・盛山和夫・志田基与師・今田高俊・山田昌弘・大澤真幸らがいる。以後、橋爪、宮台、副島、大澤らは小室を学問上の師匠として深く尊敬することになる。橋爪と副島と宮台は一般向けの書籍や雑誌で人々の目にふれることが多くなりそれぞれが一定のファン層を獲得して「小室三兄弟」とも呼ばれた。この伝説のゼミ運営に最も貢献したのが、10年にわたって活躍した橋爪大三郎であった（このゼミに関しては村上篤直『評伝 小室直樹』に詳しい）。
1970年、大塚久雄の近所に引越し、直接マックス・ヴェーバーについて学びながら、宗教についての研究を始める。後掲「社会科学における行動理論の展開」で城戸浩太郎賞受賞。1972年、東京大学から「衆議院選挙区の特性分析」で法学博士の学位を取得し、東京大学非常勤講師に就任。

### 著述活動の成功
1976年、日本研究賞を受賞した論文「危機の構造」と、いくつかの雑誌に発表した論文をまとめ、加筆した最初の単著『危機の構造』（ダイヤモンド社）刊行。
『ソビエト帝国の崩壊』
1979年12月、それまで清貧な学究生活を送っていた小室は、自宅アパートで研究に没頭し栄養失調で倒れているところを門下生に発見され病院に運ばれた。しばらく入院し身体は回復したが自身で入院費用が払えず、友人知人のカンパで費用を支払い、小室の才能を知る友人の渡部喬一弁護士や山本七平などの勧めで本を出版することにし、光文社の用意したホテルにて『ソビエト帝国の崩壊』の執筆にとりかかった。小室の奇行ぶりには、担当者も少々辟易したようであるが、出来上がった原稿は想像以上の価値があった。1980年、光文社から初の一般向け著作である『ソビエト帝国の崩壊 瀕死のクマが世界であがく』（光文社カッパ、のち文庫）が刊行されベストセラーになり、評論家として認知されるようになる。この本の中で小室は、ソ連における官僚制、マルクス主義が宗教であり、ユダヤ教に非常に似ていること、1956年のスターリン批判によってソ連国民が急性アノミー（無規制状態）に陥ったことなどをこれまでの学問研究を踏まえて指摘し、またスイスの民間防衛に倣い日本も民間防衛を周知させることなどを訴えた。そしてこの本の「予言」通り（11年も後だが）1991年にソビエト連邦の崩壊となる。
『ソビエト帝国の崩壊』の出版から続編『ソビエト帝国の最期 “予定調和説”の恐るべき真実』（1984年、光文社）など十数年間にわたって光文社のカッパビジネス、カッパブックスより27冊の著作が刊行され、光文社にとって小室の著作群はドル箱になった。光文社以外にも徳間書店、文藝春秋、祥伝社などから著作を刊行、こうした著作活動の成功により経済的安定を得ることができた。ベストセラーを書くまでの主な収入は家庭教師で、受験生のほか、大学の研究者（教授など）まで教えていた。

### テレビ生放送での発言事件
1983年1月26日、ロッキード事件被告田中角栄への求刑公判の日、テレビ朝日の番組「こんにちは2時」の生放送にゲスト出演した。小室は田中角栄の無罪を主張し、田中角栄を優秀な政治家と評価していた。番組で小沢遼子ら反角栄側2人と小室による討論を行った。ところが冒頭、突然立ち上がってこぶしをふり上げ、「田中がこんなになったのは検察が悪いからだ。有能な政治家を消しさろうとする検事をぶっ殺してやりたい。田中を起訴した検察官は全員死刑だ！」とわめき出し、田中批判を繰り広げた小沢遼子を足蹴にしてスタッフに退場させられた。ところが翌日朝、同局はその小室を「モーニングショー」に生出演させた。その際さらに口調はパワーアップ、カメラの面前で「政治家は賄賂を取ってもよいし、汚職をしてもよい。それで国民が豊かになればよい。政治家の道義と小市民的な道義はちがう。政治家に小市民的な道義を求めることは間違いだ。政治家は人を殺したってよい。黒田清隆は自分の奥さんを殺したって何でもなかった！」などと叫び、そのまま放送されてしまった。この事件以後、奇人評論家と評されることになった。
テレビでの小室の発言は新聞や雑誌などで取り上げられ、新聞の投書欄にも一般の人から意見が寄せられた。それらの多くは小室を奇矯な発言をする人物として非難していた。当時毎日新聞に連載されていた加藤芳郎の『まっぴら君』にも小室事件をモチーフにしたものが登場し、道端で小室らしき人物が、「検事を殺せ」「田中に一兆円やれ」などと叫んでいると、聞いている一人が「わーい、一理ある」と拍手を送っているのを見てまっぴら君らが、「例の評論家ですか」「サクラだよ」と話をする内容であった。

### 晩年
2006年秋、副センター長を務める弟子の橋爪大三郎に招聘されて東京工業大学世界文明センター特任教授に着任。4年余りであったが終生の仕事とする。
2010年9月4日、心不全のため東京大学医学部附属病院で死去した。77歳没。9月9日に葬儀を終えたが公式に発表されず、翌9月10日に副島隆彦が自らの公式ウェブサイトの掲示板に投稿し、すでに葬儀を終えたとする小室の訃報を同投稿の前日の9日に受けた旨の記述を行った。9月28日になり東京工業大学が死去を発表し、これを受けて広く報道された。
2022年11月9日、有志によって母の故郷である会津柳津の圓蔵寺奥の院に納骨される。

## 学説・思想

### 一般理論
論文「社会動学の一般理論構築の試み」を発表すると、この論文が川島武宜の目に止まり、川島編集の後掲『法社会学講座』の編集協力・執筆に富永と共に加わることとなった。『法社会学講座』は、日本を代表する教授・助教授が執筆者として名を連ねているが、当時無名であった小室の経歴だけが「京大卒」とのみ書かれており、異例の大抜擢であった。その論文の内容は、理論経済学を社会学に応用しようとする、ホマンズの社会行動論を踏まえながら、ワルラスの一般均衡理論を構造機能分析を利用して法社会学に応用し、自身が提唱した「規範動学モデル」によって、日本とは全く社会的な条件が異なる西欧社会の法体系を日本に導入した場合、全く同じ条文でも、母法の国と継受国では全く異なる機能を果たすことがある現象の分析が可能になるとするものである。これにより小室の学説の一般理論は一通り完成するが、その特徴は、スキナー、ホマンズ、パーソンズらから学んだ「正当な学問」を分野を超えて統合した点にあるといえ、以後その一般理論によって現実の社会現象を分析し、これを予測するという応用の研究を始める。『ソビエト帝国の崩壊』は、正にその構造機能分析を応用し、予言を的中させたものであるとされる。

### 近代資本主義研究
小室は、人類学の研究を進めていくにつれ、その研究対象が様々な未開社会の親族構造の研究にとどまっていることに不満を持ち、近代資本主義の解明のためには、ヴェーバーを学ぶ必要があると考えるようになり、大塚久雄から直接指導を受ける。そして、西欧において近代資本主義が発達したのは、宗教改革によって西欧社会のエートスが変化し、プロテスタントが禁欲的労働というエートスを得たからであり、このことから社会における「構造」が絶対不変のものではなく、変化し得るとのアイデアを得る。そして、このアイデアを構造機能分析に応用して、日本において資本主義が定着していったのは、西欧と日本は同じ禁欲的労働というエートスをもっているからであり、その日本における象徴が二宮尊徳であるとする。その後、小室は、西欧における近代資本主義と日本の資本主義の違いについて研究するため、山本七平の知遇を得て、日本独自の宗教ともいうべき「日本教」、天皇の研究を始め、これが西欧の古典だけでなく、中国や朝鮮の古典、儒教、官僚制の研究に繋がっていく。
小室は、自身の応用研究をさらに深め、近代資本主義が成立するためには絶対性と抽象性を特徴とする近代的所有権が制度として確立されていることが必要であるとの川島武宜の学説を承継した上で、これを経済学の研究と結びつけてセイの法則が機能を停止し、自由放任が資源の最適分配を行い得なくなった現代社会では近代的所有権の概念は修正されざるを得ないとして発展させた。
小室は、大塚久雄から「川島先生の法社会学を完成させることができるのは小室さんだけだ。完成させてよ」との遺言を預かるが、小室は「遂げられなかった」とした。

### ソ連崩壊
『ソビエト帝国の崩壊』で、ソビエト連邦の崩壊とその過程を10年以上も前から予言していた。後の『ソビエト帝国の最期』（1984年）には富永の推薦文があり、小室を天才だと評し、「しばらくしたら再びアカデミズムの世界に戻ってくるように」とまで書いている。

### 田中角栄論
1976年のロッキード事件では渡部昇一らと共に田中角栄の無罪を主張した。その論拠は、刑事免責を付与して得られた嘱託証人尋問調書は、反対尋問権を保障した憲法に反するという点にあった。後に最高裁は、この論点には触れず、刑事免責に関する立法の欠如を理由に、嘱託証人尋問調書の証拠能力を否定したが、その点を考慮しても他の関係証拠によって犯罪事実は認定できるとした。なお、この最高裁判決には、反対尋問の機会を一切否定する嘱託証人尋問調書は、刑事訴訟法1条の精神に反し証拠能力が否定されるとする補足意見がある。このように田中角栄を徹底して擁護した小室であるが、藤原弘達の創価学会批判の書の差し止め問題が起きたときは、公明党の差し止め要求を受け入れようとした田中を批判しており、田中への評価は公平を期したものだったといえる。

### 戦争・歴史
左右の政治対立図式では保守系に分類されることが多い。渡部昇一や西尾幹二、日下公人らとの対談本も多く刊行しており、また熱心な改憲論者であった。しかしそうした反面、政治学方面での師匠であった（戦後左派の教祖的存在である）丸山眞男を生涯尊敬するなどの面もあって、かならずしもまったくの保守主義陣営の論者だったというわけではない（横田喜三郎のことは戦後最悪の犯罪的学者として罵倒している）。
大東亜戦争については、善悪論や事実論で論じるよりも、日本陸軍が指導者個人の意思を離れて、組織として独立して歯止めがきかなくなっていったという理論を中心に提唱しているが、これは丸山の政治論と山本七平の日本文化論を折衷したものである。また、戦時国際法を加味しない哲学的視点で「かくて捏造したのが「南京大虐殺」です」と語っている。

## 人物
- 京都大学吉田寮に在寮していた。寮内屈指の変人だったらしく、他の寮生からは「小室将軍」と呼ばれていた[要出典]。
- その行動から奇人と評されることが多い[注釈 2]が、その思想・学説は全て各分野で支配的な原理、原則に基づくもので、その意味では徹底した正統派学者タイプの人物であった。小室自身も学生や一般読者に向けて「正当な学問」を学ぶことの重要性を繰り返し説いている。
- 立川談志は小室を深く尊敬し、「師匠」「大先生」と呼び個人的親交があり、幾度も一緒にテレビ出演もしている。あるとき消費税について対談を深夜番組で二人で行ったが、小室が泥酔酩酊して出演し問題発言を連発、さらに対談途中で呂律が回らない状態になってしまい対談中止、後日、対談やり直しになってしまった（中止になってしまった対談の収録の一部は後日放送された）
- 他の研究者が驚くほどの読書力を持っているようで、本人の話では日本語、英語の普通の本ならば、1時間で読破し[31]、また重要と思われる本は最低10回は読むとのことで、学生にもテキストの徹底した精読をアドバイスしている[32]。長い貧困時代、狭い小室のアパートの部屋にはほとんど本がなく（金がなくて本が買えなかった）「小室は自宅に本をほとんどもっていないのになぜあんなに知識が豊富なのだろう」と友人や教官は訝しんでいたが、実は小室は本屋の立ち読みでこうした速読・精読術を使いこなしており、それによって知識を身につけていた。
- 漢籍に通暁していた。このためしばしば文中には漢籍の引用と、親友の立川談志の影響と見られる江戸古典落語の地口（しゃれ）が頻出している。[33]なお、小室によるとこれは師匠の大塚久雄譲りであるらしく、大塚は幼少時に『通俗二十二史略』という漢文の史書を愛読したという。[34]小室は特に徳間書店から刊行された竹内好監修の古典全集『中国の思想』シリーズを愛読しており、全集が再販されたときに推薦文を書いている。[35]
- ベストセラー書を出して経済的に裕福になってからもしばらく、石神井のワンルームの木造アパートに住んでいた。電話もおいていないばかりか、本人がアパートを何週間も留守にすることは普通、ポストは広告やチラシが荒れ放題に放り込まれたままで、手紙を送っても読んでもらえるかわからなかった。そこで編集者や友人は用件があるときはいつも小室のアパートにまで来て、伝言をドアに貼り付けていった。
- 担当編集者によれば、当時大きな社会問題が有ると「小室さんに書いてもらわなきゃ」とビジネス書の編集者たちは考え、すぐに原稿を依頼していたという。また、本が売れないときでも小室の本はよく売れるため、編集部の収支があいつぐなわないと酒好きな小室を呼んで寿司屋で昼酒をおごり、原稿を依頼していた。[36]

## 伝記
- 橋爪大三郎・副島隆彦 編『小室直樹の学問と思想』弓立社、1992年。ビジネス社（増訂版）、2011年4月、新装版2022年9月。
- 橋爪大三郎 編『小室直樹の世界』ミネルヴァ書房、2013年10月。論考・シンポジウム＋「小室直樹博士著作目録・略年譜」。
- 村上篤直『評伝 小室直樹（上下）』ミネルヴァ書房、2018年9月。上記の目録・年譜を改訂収録。

## 論文・著書・共著
著作数は、単著は約60冊（著作内容が同じかほぼ改題同一である再刊版はカウントしない）。共著書は10数冊、新版再刊も生前、没後共に各10数冊ある。
1966年
- 「社会動学の一般理論構築の試み」（岩波書店『思想』）
- 「構造機能分析と均衡分析」（社会学評論）

1967年
- 「構造機能分析の原理」（社会学評論）

1968年
- 「社会科学における行動理論の展開」（岩波書店『思想』）

1969年
- 「構造機能分析の理論と方法」（社会学評論）

1972年
- 「規範社会学」川島武宜編『法社会学講座4-法社会学の基礎2-』（岩波書店）

1974年
- 「構造-機能分析の論理と方法」青井和夫編『社会学講座1-理論社会学Ⅰ』（東京大学出版会）

1976年
- 『危機の構造 日本社会崩壊のモデル』（ダイヤモンド社、増補版1982年、新訂版2022年）。中公文庫、1991年、但し1976年版を文庫化

1980年
- 『ソビエト帝国の崩壊 瀕死のクマが世界であがく』（光文社カッパブックス、のち文庫・新版）
- 『アメリカの逆襲 宿命の対決に日本は勝てるか』（光文社カッパブックス、のち文庫）、以下略

1981年
- 『新戦争論 “平和主義者”が戦争を起こす』（光文社、のち文庫）、改題『国民のための戦争と平和』ビジネス社
- 『超常識の方法』 頭のゴミが取れる数学発想の使い方』（祥伝社ノンブック）、改題『数学を使わない数学の講義』ワック出版
- 『日本教の社会学』（講談社、山本七平と共著）、新版・ビジネス社
- 『アメリカの標的 日本はレーガンに狙われている』（講談社）
- 『小室直樹の日本大封鎖 世界の孤児日本は生き残れるか』（対談集、ロングセラーズ）
- 『日本人の可能性』（プレジデント社、並木信義・山本七平と共著）

1982年
- 『資本主義中国の挑戦 孔子と近代経済学の大ゲンカ』（光文社）
- 『日本「衆合」主義の魔力 危機はここまで拡がっている』（ダイヤモンド社）
- 『あなたも息子に殺される 教育荒廃の真因を初めて究明』（太陽企画出版）
- 『脱ニッポン型思考のすすめ』（ダイヤモンド社、藤原肇と共著）

1983年
- 『田中角栄の呪い “角栄”を殺すと、日本が死ぬ』（光文社）
- 『田中角栄の大反撃 盲点をついた指揮権発動の秘策』（光文社）、新編『田中角栄 政治家の条件』ビジネス社
- 『日本の「一九八四年」 G.オーウェルの予言した世界がいま日本に出現した』（PHP研究所・新書判）
- 『政治が悪いから世の中おもしろい 乱世に嵐を呼ぶ』（KKベストセラーズ）、天山文庫。改題『政治無知が日本を滅ぼす』ビジネス社、2012年

1984年
- 『ソビエト帝国の最期 “予定調和説”の恐るべき真実』光文社、1984年7月。NDLJP:12185188。
- 『偏差値が日本を滅ぼす 親と教師は何をすればいいか』（光文社）
- 『親子関係は親分と子分だ 息子（娘）に脅える親に告ぐ』（ベストセラーズ・ワニの本）

1985年
- 『奇蹟の今上天皇』PHP、1985年5月。NDLJP:12189309。
- 『韓国の悲劇 誰も書かなかった真実』光文社、1985年10月。NDLJP:12173056。
- 『三島由紀夫が復活する』（毎日コミュニケーションズ）、新版・毎日ワンズ、2002年・2022年、新書版2019年。『三島由紀夫と「天皇」』天山文庫
- 『世界戦略を語る』（展転社、倉前盛通と共著）

1986年
- 『韓国の呪い 広がるばかりの日本との差』光文社、1986年4月。NDLJP:12172206。
- 『罵論・ザ・犯罪－日本「犯罪」共同体を語る』（アス出版、栗本慎一郎・長谷川和彦と共著）
- 『天皇恐るべし 誰も考えなかった日本の不思議』（文藝春秋ネスコ）、新版・ビジネス社

1987年
- 『大国日本の崩壊 アメリカの陰謀とアホな日本人』（光文社）
- 『大国日本の復活 アメリカの崩壊にどう対処するか』（光文社）

1988年
- 『大国日本の逆襲 アメリカの悪あがきにトドメを刺せ』（光文社）
- 『韓国の崩壊 太平洋経済戦争のゆくえ』（光文社）

1989年
- 『昭和天皇の悲劇 日本人は何を失ったか』（光文社）
- 『消費税の呪い 日本のデモクラシーが危ない』（光文社）、『悪魔の消費税』天山文庫
- 『中国共産党帝国の崩壊 呪われた五千年の末路』（光文社）

1990年
- 『ソビエト帝国の分割 日・米・独の分捕り合戦がはじまる』（光文社）
- 『アラブの逆襲 イスラムの論理とキリスト教の発想』（光文社）
- 『社会主義大国日本の崩壊 新自由市場主義10年の意識革命』（青春出版社）

1991年
- 『ソビエト帝国の復活 日本が握るロシアの運命』（光文社）
- 『ロシアの悲劇 資本主義は成立しない』（光文社）
- 『日米の悲劇 “宿命の対決”の本質』（光文社）

1992年
- 『信長の呪い かくて、近代日本は生まれた』（光文社）、増補・改題『信長 近代日本の曙と資本主義の精神』ビジネス社
- 『日本資本主義崩壊の論理 山本七平“日本学”の預言』（光文社）
- 『日本経済破局の論理 サムエルソン「経済学」の読み方』（光文社）、増補・改題『経済学のエッセンス』講談社＋α文庫、2004年

1993年
- 『国民のための経済原論 Ⅰ・Ⅱ』（光文社）
- 『天皇の原理』（文藝春秋、のち徳間書店・新書判）
- 『国民のための戦争と平和の法 国連とPKOの問題点』（総合法令、色摩力夫と共著）
- 『自ら国を潰すのか 「平成の改革」その盲点を衝く』（徳間書店、渡部昇一と共著）

1994年
- 『田中角栄の遺言 官僚栄えて国滅ぶ』（クレスト社）、改題新版『日本いまだ近代国家に非ず 国民のための法と政治と民主主義』ビジネス社

1995年
- 『大東亜戦争ここに甦る 戦争と軍隊、そして国運の大研究』（クレスト社）
- 『封印の昭和史－戦後50年自虐の終焉－』（徳間書店、渡部昇一との共著）、新版『― 戦後日本に仕組まれた「歴史の罠」の終焉』2020年
- 『太平洋戦争、こうすれば勝てた』（講談社、日下公人との共著）、改題『大東亜戦争、こうすれば勝てた』講談社＋α文庫、2001年

1996年
- 『これでも国家と呼べるのか 万死に値する大蔵・外務官僚の罪』（クレスト社） 、新版・ザ・マサダ
- 『日本国民に告ぐ 誇りなき国家は、必ず滅亡する』（クレスト社）、新版・ワック出版
- 『小室直樹の中国原論』（徳間書店、のち新版）

1997年
- 『世紀末・戦争の構造 国際法知らずの日本人へ』（徳間文庫）、新版「戦争と国際法を知らない日本人へ」同・選書判
- 『人にはなぜ教育が必要なのか』（総合法令、色摩力夫と共著）
- 『小室直樹の資本主義原論』（東洋経済新報社　のち新版）
- 『悪の民主主義－民主主義原論』（青春出版社）

1998年
- 『日本人のための経済原論』（東洋経済）
- 『韓非子の帝王学』（プレジデント社、西尾幹二・市川宏と共著）
- 『マジメな話―岡田斗司夫 世紀末・対談』（アスキー、岡田・小室対談を収録）

1999年
- 『歴史に観る日本の行く末 予言されていた現実！』（青春出版社）

2000年
- 『日本の敗因 歴史は勝つために学ぶ』（講談社）、講談社＋α文庫、2001年
- 『日本人のための宗教原論 あなたを宗教はどう助けてくれるのか』（徳間書店、のち新版）
- 『資本主義のための革新（イノベーション）小室直樹経済ゼミナール』（日経BP社）

2001年
- 『新世紀への英知 われわれは、何を考え何をなすべきか』（祥伝社、谷沢永一・渡部昇一と共著）
- 『痛快！憲法学 アメージング・スタディ』（集英社）、改題『日本人のための憲法原論』集英社インターナショナル、2006年
- 『数学嫌いな人のための数学 数学原論』（東洋経済新報社）

2002年
- 『人を作る教育、国を作る教育 いまこそ、吉田松陰に学べ！』（日新報道、大越俊夫と共著）
- 『日本人のためのイスラム原論』（集英社）
- 『日本国憲法の問題点』（集英社）

2003年
- 『論理の方法 社会科学のためのモデル』（東洋経済新報社）

2004年
- 『経済学をめぐる巨匠たち 経済思想ゼミナール』（ダイヤモンド社）

2007年
- 『硫黄島 栗林忠道大将の教訓』（ワック出版）